# Beats by Dr. Dre
A Beats Electronics, LLC egy audió termékeket és felszereléseket gyártó cég, központja Santa Monicában, Kaliforniában van. A céget a hiphop producer, Andre “Dr. Dre” Young és Interscope-Geffen-A&M Records elnöke, Jimmy Iovine alapították. Elsősorban Beats by Dr. Dre nevű kimagasló minőségű termékeket gyártanak. A termékek a Monster Cable cég licence alapján készülnek, 2009 óta. Ezt a szerződést nem újították meg, de nem is tervezik, így 2012-ben lejárt. Most a termékeket saját maguk állítják elő.

## Történelem
A céget 2006-ban alapították, de csak 2008-ban került be a köztudatba a Beats by Dr. Dre Studio fülhallgatóval. 2010 augusztusában a mobiltelefonokat gyártó cég, a HTC 50,1% tulajdonjogot szerzett a vállalatban 309 millió dollárért, több másik telefongyárral szemben versengve. Ezzel jogot kapott Beats logós mobil-audió rendszereket árulni. 2012 augusztusában a HTC eladta részesedése közel felét. A megállapodás ideje alatt a Beats alapító tagjai 25%-ot vissza fognak vásárolni, a hozzávetőleg 75%-os tulajdonjogból. Az Apple Inc. 2014-ben 3 milliárd dollárért felvásárolta a teljes céget.

## Termékek
A Beats eredeti termékvonala a Beats by Dr. Dre fejhallgatók voltak. Dr. Dre reklámot indított, termékei előnyét kiemelve, azzal a szöveggel, hogy: „az emberek a legtöbb fejhallhatóval nem hallják az “egész” zenét, de a Beatsszel úgy hallják, ahogy a művészek, oly módon kéne hallgatniuk, mint én.”
Beats termékek:

Beats solo 2 / solo 2 wireless

Beats solo 3 ( wireless

Urbeats 2.0 
Urbeats 3.0 (lighting/ jack )

 
Beats X ( wierless

| Fejhallgatók | Beats Pro                           | Dr. Dre, Lil Wayne                                                         |                |                 |         |
| Fejhallgatók | Beats Pro Detox (megszűnt)          | Dr. Dre                                                                    |                |                 |         |
| Fejhallgatók | Beats Studio (megszűnt)             | Dr. Dre                                                                    |                |                 |         |
| Fejhallgatók | Beats Studio 2 ( wireless/ on ear ) | Dr. Dre                                                                    | bEats studio 3 | Beats Executive | Dr. Dre |
| Fejhallgatók | Beats Wireless                      | Dr. Dre                                                                    |                |                 |         |
| Fejhallgatók | Beats Mixr                          | David Guetta                                                               |                |                 |         |
| Fejhallgatók | Beats Solo (megszűnt)               | Dr. Dre                                                                    |                |                 |         |
| Fejhallgatók | Beats Solo HD                       | Dr. Dre                                                                    |                |                 |         |
| Fejhallgatók | JustBeats Solo (megszűnt)           | Justin Bieber                                                              |                |                 |         |
| Fülhallgatók | Beats Tour                          | Dr. Dre                                                                    |                |                 |         |
| Fülhallgatók | PowerBeats                          | LeBron James PowerBeats 2.0 ( on ear/ wireless) PowerBeats 3.0 ( wierless) |                |                 |         |
| Fülhallgatók | Heartbeats (megszűnt)               | Lady Gaga                                                                  |                |                 |         |
| Fülhallgatók | Heartbeats 2.0                      | Lady Gaga                                                                  |                |                 |         |
| Fülhallgatók | Diddybeats (megszűnt)               | P. Diddy                                                                   |                |                 |         |
| Fülhallgatók | JustBeats iBeats (megszűnt)         | Justin Bieber                                                              |                |                 |         |
| Fülhallgatók | urBeats                             | HTC Corporation                                                            |                |                 |         |
| Fülhallgatók | iBeats (Discontinued)               | HTC Corporation                                                            |                |                 |         |
| Hangszórók   | Beatbox                             | Dr. Dre                                                                    |                |                 |         |
| Hangszórók   | Beatbox Portable                    | Dr. Dre                                                                    |                |                 |         |
| Hangszórók   | Beats Pill                          | Dr. Dre Beats pill XL ( megszűnt) Beats pill plus                          |                |                 |         |

### Beats Audio

#### Számítógépek
A fejhallgatók mellett a vállalat leszerződött Beats Audio néven a HP-vel, PC-k felszerelésére Beats Audio hangrendszerrel; 2011-ben. A rendszer tartalmaz egy szoftveres hangszínszabályzót előre beállított, magas kvalitásokkal rendelkező hangkimenettel. Eredetileg csak a prémium kategóriás HP Envy laptopokba építette, de jelenleg közel az összes laptopjába felejánlja a Beats Audio-t, egy all-in-one TouchSmart PC-jébe, és tabletjeibe.

#### Járművek
A Beats Chrysler partnere is lett, egy 10 hangszórós Beats by Dr. Dre hangrendszerrel, ami a 2012 Chrysler 300S luxus autóba került be. A Chrysler 300 megjelenése óta, a Chrysler több modelljébe is szerel Beats Audio rendszert, például a Dodge Chargerbe és a Fiat 500 Észak-amerikai verziójába.

#### Telefonok
Azt követően, hogy a HTC megszerezte részesedését a cégben, okostelefonokat kezdett árulni Beats Audio hangszínszabályzóval, kezdve a  HTC Sensation XE/XL-el 2011 szeptemberében. De vannak újabb modellek is, például a HTC Desire X,  HTC Incredible 4G, HTC Rezound, HTC One X, HTC Evo 4G LTE, HTC One V, HTC One S, HTC 8X, és a HTC One szintén Beats Audio-val.

## Fordítás
Ez a szócikk részben vagy egészben  a   Beats Electronics című angol Wikipédia-szócikk ezen változatának fordításán alapul.  Az eredeti cikk szerkesztőit annak laptörténete sorolja fel. Ez a jelzés csupán a megfogalmazás eredetét és a szerzői jogokat jelzi, nem szolgál a cikkben szereplő információk forrásmegjelöléseként.